# Song Xiaozong
Xiaozong (27 novembre 1127 – 28 juin 1194), né Zhao Shen, est le onzième empereur de la dynastie Song, et le deuxième des Song du Sud. Il régna de 1162 à 1189. Il était un descendant lointain de Taizu, le fondateur de la dynastie, et un cousin éloigné du précédent empereur, Gaozong, qui dut se chercher un héritier dans toute la Chine du Sud après la mort de son unique fils et héritier.